# کارلوس رومرو
کارلوس رومرو (انگلیسی: Carlos Romero؛ زادهٔ ۲۹ اکتبر ۲۰۰۱) بازیکن فوتبال اهل اسپانیا است که در پست مدافع چپ برای باشگاه ویارئال در لا لیگا بازی می‌کند.